# Gouvernement Adschlun
Das Gouvernement Adschlun (arabisch محافظة عجلون, DMG Muḥāfaẓat ʿAǧlūn) ist eines der zwölf Gouvernements Jordaniens. Sitz der Gouvernementsverwaltung ist die Stadt Adschlun.
Das Gouvernement umfasst eine Fläche von 420 km² und hat eine Bevölkerung von 199.400 (Stand: Ende 2020). Die Bevölkerungsdichte beträgt 475 Menschen/km². 2013 betrug die Einwohnerzahl 150.200. Es grenzt an die Gouvernements Dscharasch, Irbid und al-Balqa.
Das Gouvernement Adschlun gliedert sich in zwei Distrikte: 
1. Qasaba Adschlun: Dieses beinhaltet 50 Städte und Dörfer (Zentrum ist Adschlun).
2. Kufrandscha: Dieses beinhaltet 19 Städte und Dörfer (Zentrum ist Kufrandscha).

Wichtige weitere Ansiedlungen sind Ibbin, Sachra, Muraddscham, Rasun, Ain Dschanna, Andschara und Haschmiyya.